# Surfing la Jocurile Olimpice de vară din 2024
Probele sportive de surfing la Jocurile Olimpice de vară din 2024 s-au desfășurat în perioada 27 iulie-5 august 2024 în Teahupo'o, Tahiti, Polinezia Franceză. 48 de sportivi, 24 de bărbați și 24 de femei vor participa la această ediție.

## Clasament pe medalii
| Loc   | Țară                       | Aur | Argint | Bronz | Total |
| ----- | -------------------------- | --- | ------ | ----- | ----- |
| 1     | Franța                     | 1   | 0      | 1     | 2     |
| 2     | Statele Unite ale Americii | 1   | 0      | 0     | 1     |
| 3     | Brazilia                   | 0   | 1      | 1     | 2     |
| 4     | Australia                  | 0   | 1      | 0     | 1     |
| Total | Total                      | 2   | 2      | 2     | 6     |

## Medaliați
| Categorie           | Aur                                               | Argint                               | Bronz                           |
| Shortboard masculin | Kauli Vaast · Franța (FRA)                        | Jack Robinson · Australia (AUS)      | Gabriel Medina · Brazilia (BRA) |
| Shortboard feminin  | Caroline Marks · Statele Unite ale Americii (USA) | Tatiana Weston-Webb · Brazilia (BRA) | Johanne Defay · Franța (FRA)    |